# Ternant (Monnai)
Ternant is een gehucht en voormalige gemeente in Monnai in de Franse gemeente La Ferté-en-Ouche in het departement Orne. Het ligt drie kilometer ten zuidoosten van het dorpscentrum van Monnai. Langs Ternant stroomt het riviertje de Guiel.

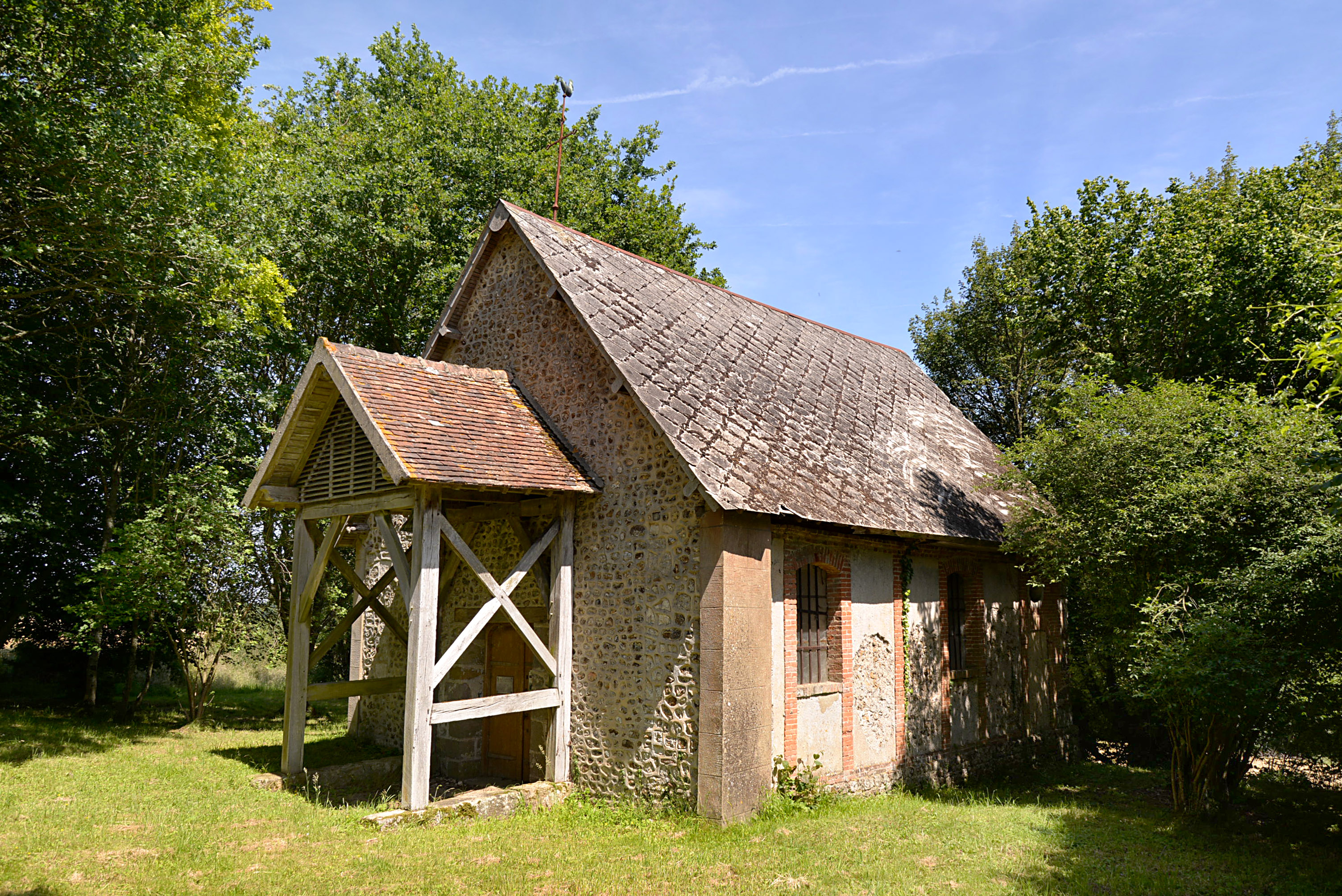
Chapelle Notre-Dame

## Geschiedenis
De 18de-eeuwse Cassinikaart toont hier de parochie Ternant langs de Guiel, met net ten westen een hoger gelegen gehucht Gd. Hameau.
Op het eind van het ancien régime eind 18de eeuw, toen de gemeenten werden gecreëerd, werd Ternant een gemeente. Kadasterplans uit het begin van de 19de eeuw tonen de bijna geïsoleerde parochiekerk in het oosten in de vallei van de Guiel, met een paar honderd meter ten westen, aan de overkant van de Ancienne Grande Route d'Alençon à Rouen (Oude hoofdweg van Alençon naar Rouen), het gehucht of ruimere dorpskern, aangeduid als le grand village.
In 1839 werd de gemeente al opgeheven en aangehecht bij buurgemeente Monnai.
De kerk verzakte en bij een restauratie rond 1932 werden het schip en de toren van de kerk afgebroken om enkel het koor te behouden en herstellen.
Met de fusie van Monnai in La Ferté-en-Ouche in 2016, werd Ternant een deel van deze nieuwe gemeente.

## Bezienswaardigheden
- De Chapelle Notre-Dame.

Deelgemeenten: Anceins · Bocquencé · Couvains · La Ferté-Frênel · Gauville · Glos-la-Ferrière · Heugon · Monnai · Saint-Nicolas-des-Laitiers · Villers-en-Ouche

Overige plaatsen: Le Douet Arthus · Marnefer · Saucanne · Ternant